# Борошешти (Јаши)
Борошешти (рум. Boroșești) насеље је у Румунији у округу Јаши у општини Скантеја. Oпштина се налази на надморској висини од 217 m.

## Становништво
Према подацима из 2002. године у насељу је живело 943 становника, од којих су сви румунске националности.